# Nördlicher Seebär
Der Nördliche Seebär (Callorhinus ursinus) ist eine im nördlichen Pazifik beheimatete Ohrenrobbe. Mit den Südlichen Seebären hat er das wollige Fell gemein, ist mit ihnen aber nicht besonders eng verwandt.

## Merkmale
Zwischen Männchen und Weibchen gibt es erhebliche Unterschiede in Größe, Gewicht und Färbung. Die Kühe sind oberseits graubraun und unterseits rotbraun gefärbt, messen etwa 140 cm und sind 43 bis 50 kg schwer. Ausgewachsene Bullen sind oberseits dunkelbraun oder grau, und unterseits rötlichbraun; sie tragen eine Mähne und werden über 2 m groß und 181 bis 272 kg schwer.
Wie die südlichen Seebären hat auch diese Art eine relativ spitz zulaufende Schnauze und dichte Unterwolle, unterscheidet sich jedoch von ihnen durch eine andere Kopfform, längere Hinterflossen und weitgehend nackte Vorderflossen.

## Verbreitung

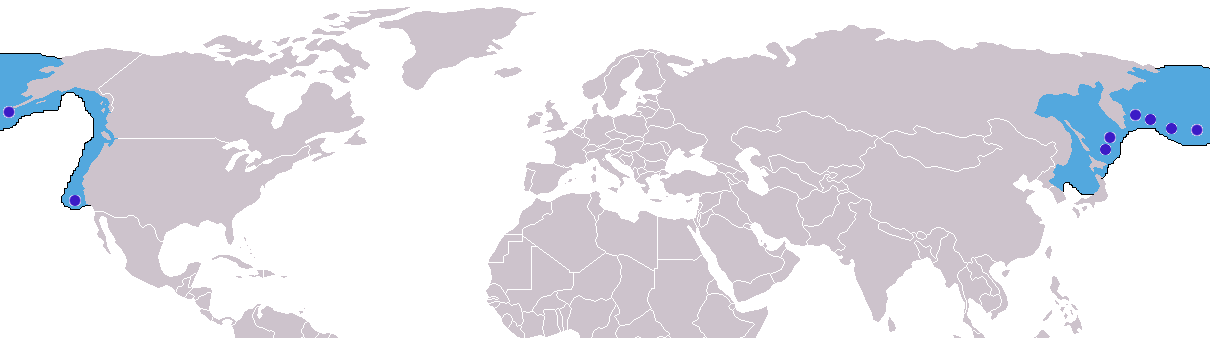
Verbreitungsgebiete:
dunkelblau = Kolonien, hellblau = wandernde Einzeltiere

Die Kolonien, in denen im Sommer die Fortpflanzung stattfindet, beschränken sich auf einige wenige Inseln im Beringmeer und im Nordpazifik. Große Kolonien findet man auf den Pribilof Islands und Kommandeurinseln im Beringmeer, der Tjuleni-Insel im Ochotskischen Meer, den Kurilen sowie auf der zu den kalifornischen Channel Islands gehörenden San Miguel Island.
Außerhalb der Fortpflanzungszeit wandern Seebären weit umher. Manche legen dabei Strecken von 10.000 km und mehr zurück. Sie verbringen manchmal mehrere Tage auf dem Meer, ehe sie sich zum Ausruhen an Land begeben. Diese winterlichen Aufenthaltsorte liegen an der gesamten nordamerikanischen Westküste sowie an den Küsten Kamtschatkas, Japans und Koreas.

## Lebensweise

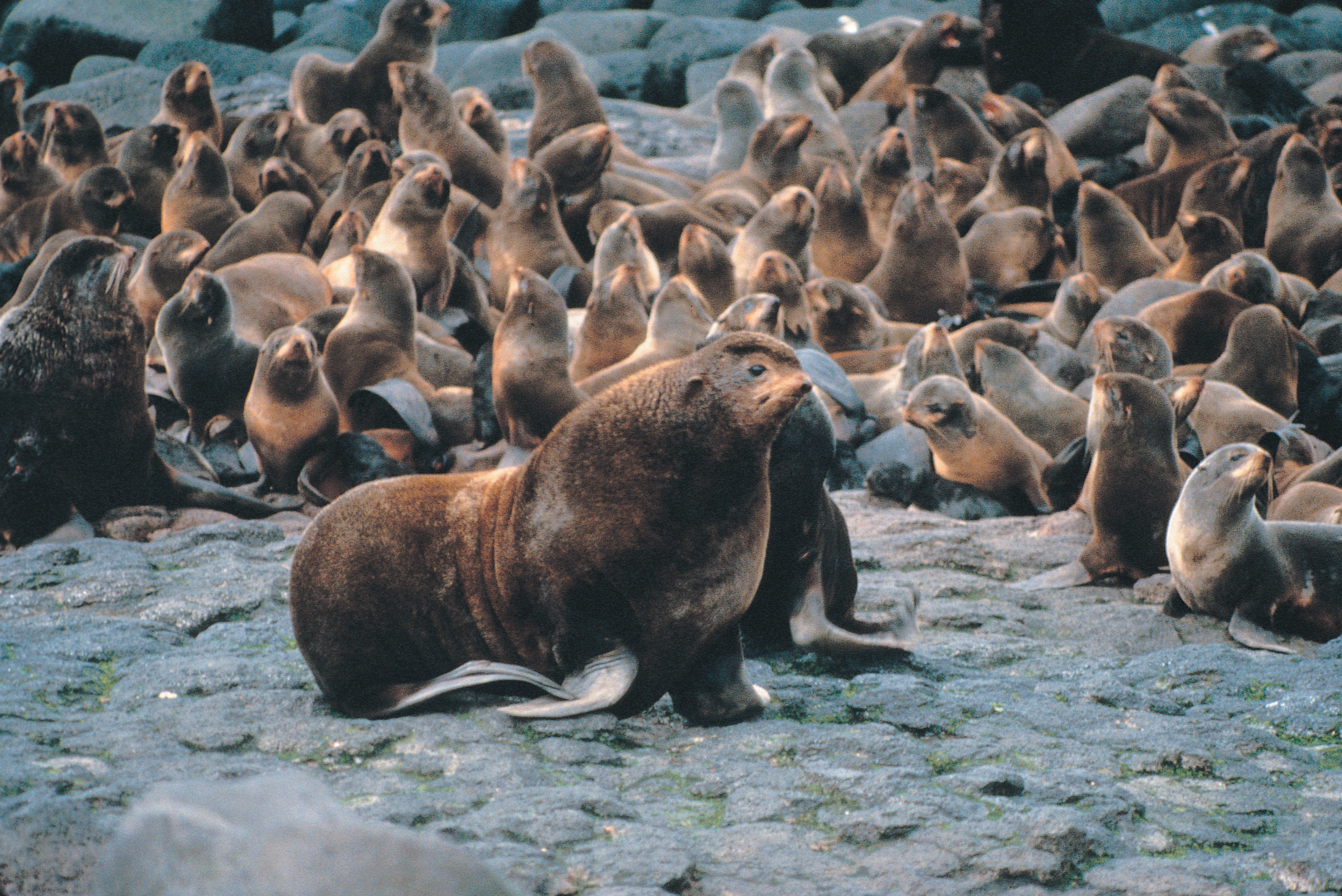
Nördlicher Seebär, Bulle mit Harem und Jungtieren

Nördliche Seebären suchen vorwiegend nachts nach Beute. Ihre Tauchgänge führen sie regelmäßig in Tiefen von 70 m, manchmal sogar 200 m. Hierbei suchen sie nach Fischen und Tintenfischen. In der Beringsee stellen junge Köhler die Hauptbeute in Küstennähe, Tintenfische hingegen auf dem offenen Meer. Ebenfalls oft erbeutet werden Sardellen, Lodden und Heringe.
Zur Fortpflanzungszeit, auf den Pribilof Islands Anfang Juni, finden sich die Bullen auf den Kolonieinseln ein. Sie versuchen, sich frühzeitig ein Stück Küste zu sichern. Wenn der Platz eng wird, kommt es zwischen rivalisierenden Männchen zu Kämpfen. Hierbei werden jüngere und schwächere Bullen an unattraktive Plätze gedrängt, die weit landeinwärts oder am Rand der Kolonie liegen. Die stärksten Bullen halten dagegen die küstennahen Plätze in der Mitte der zukünftigen Kolonie.
Etwa zwei Wochen nach den Bullen treffen die Weibchen ein. Die Stelle, an der sie an Land gehen, bestimmt, zu welchem Harem sie gehören. Ein Männchen wacht über eine bis hundert Kühe. Ein durchschnittlicher Harem umfasst vierzig Weibchen.
Die Weibchen gebären ihre Jungen etwa zwei Tage, nachdem sie an Land gegangen sind. Nur wenige Tage darauf paaren sie sich mit dem Bullen ihres Territoriums. Die Tragzeit beträgt fast ein ganzes Jahr, beinhaltet aber eine viermonatige Keimruhe, während der die Entwicklung der befruchteten Eizelle vorübergehend unterbrochen ist. Die Jungen sind bei der Geburt etwa 65 cm groß, haben ein schwarzes Fell und sind sofort schwimmfähig. Normalerweise gehen sie aber im ersten Monat ihres Lebens nicht ins Wasser. Sie werden drei bis vier Monate lang von der Mutter gesäugt, die ihre Jungen am Geruch wiedererkennt. Bullen zeigen an den Jungen kein Interesse.
Geschlechtsreif werden Nördliche Seebären im Alter von drei bis sieben Jahren (Weibchen) bzw. fünf bis sechs Jahren (Männchen). Bullen können allerdings erst im Alter von wenigstens zehn Jahren ein Territorium aufrechterhalten und werden sich vorher kaum paaren können. Die Lebensdauer wird auf 20 bis 25, in Ausnahmefällen 30 Jahre geschätzt.

## Parasiten
Der Nördliche Seebär ist einer der Wirte für die Seehundlaus Echinophthirius horridus sowie für Antarctophthirus callorhini und Antarctophthirus nevelskoyi. An Endoparasiten spielt vor allem der Hakenwurm Uncinaria lucasi eine Rolle.

## Schutz
Das Fell galt den Pelzjägern schon immer als das wertvollste unter allen Robben. Im späten 18. Jahrhundert wurden die großen Seebärenkolonien im Nordpazifik entdeckt. Während sich die Seebären im Winter zerstreuten, konnten Robbenjäger im Sommer einfach an den Küsten anlegen und Tausende von Robben problemlos abschlachten. Zu dieser Zeit gab es etwa 1,5 bis 2 Millionen Seebären auf den Kommandeurinseln, 2 bis 2,5 Millionen auf den Pribilof Islands, und Hunderttausende mehr auf anderen Inseln entlang der Westküste Nordamerikas. Anfangs wurden die Bestände nicht gefährdet, da die russische Regierung die Fangzahlen einschränkte und zum Beispiel das Töten junger Männchen verbot. Als Alaska 1867 durch die USA aufgekauft wurde, fielen solche Restriktionen weg. Allein in den zwei Jahren 1868 und 1869 wurden 329.000 Seebären auf den Pribilof Islands getötet. Zudem wurden die Robben auf See harpuniert. Um 1900 waren die Herden auf den Kurilen vernichtet, und auf den Kommandeurinseln sowie Tyuleniy waren nur noch wenige Einzeltiere übrig. Nur auf den Pribilof Islands gab es mit 130.000 bis 300.000 Tieren noch eine nennenswerte Population.
In der 1911 zwischen den USA, Russland, Japan und Kanada geschlossenen North Pacific Fur Seal Convention wurden endlich Beschränkungen eingeführt. Bis 1917 wurde jede Seebärenjagd verboten, für die Zeit danach wurde eine jährliche Quote von 40.000 legal getöteten Seebären festgelegt. Das Harpunieren auf See wurde ganz untersagt. Durch diese Maßnahme stieg der Bestand bis 1940 wieder auf 2,5 Millionen Seebären an.
Seit den 1940ern nehmen die Bestände wieder ab, wenn auch allmählich und nicht mehr so drastisch wie einst. Es findet zwar eine geografische Ausbreitung statt, doch die großen Kolonien auf den Inseln im Nordpazifik werden von Jahr zu Jahr kleiner und sind heute etwa halb so groß wie in den 1940ern. Auch der vollständige Stopp des kommerziellen Fangs (seit 1983) konnte diesen Trend nicht umkehren. Verantwortlich ist vermutlich die Überfischung des Beringmeers, durch die den Seebären die Nahrungsgrundlage entzogen wird. Wegen der beständigen Abnahme stuft die IUCN den Nördlichen Seebären inzwischen als gefährdet ein.

### Weiterführende Literatur
- Sergej V. Makarov: Der Nördliche Seebär. Ziemsen, Wittenberg 1969.
- Roger L. Gentry: Behavior and Ecology of the Northern Fur Seal. University Press, Princeton NJ 1998. ISBN 0-691-03345-5
- Wilfred H. Osgood, Edward A. Preble, and George H. Parker: The Fur Seals and other Life of the Pribilof Islands, Alaska, in 1914, Bullentin of the Bureau of Fisheries, Volume XXXIV, 1915, Document No. 820, Ausgabe 19. Juni 1915, Washington, United States Government Printing Office.